# 로버트 패틴슨
로버트 더글라스 토머스 패틴슨(영어: Robert Douglas Thomas Pattinson, 1986년 5월 13일 ~ ) 은 잉글랜드의 배우, 모델, 가수, 영화 제작자이다. 패틴슨은 영화 《해리 포터와 불의 잔》에서 세드릭 디고리 역할을 연기하며 그의 연기 경력을 시작했다. 이후, 뱀파이어를 소재로 한 스테파니 마이어의 소설을 원작으로 하는 영화 《트와일라잇》시리즈의 에드워드 컬렌 역할을 연기해 세계적으로 명성을 얻으며 스타덤에 올랐다. 따라서 그는 헐리우드에서 높은 개런티를 받는 배우로 성장해, 영국에서는 '젊은 백만장자' 명단에 이름을 올리게 되었다.
패틴슨은 미국의 베니티 페어에서 선정한 '할리우드 40'에 선정되었고, 2010년에는 타임지에서 '가장 영향력있는 인물 100인'에 선정되었고, 같은 해 포브스의 '포브스 유명 인사 100'로 선정되며 세계에서 가장 강력한 유명 인사로 평가했다.
패틴슨은 영화 《리멤버 미》(2010)로 프로듀서에 처음으로 참여했고, 프란시스 로렌스 감독의 로맨스 영화인 《워터 포 엘리펀트》에 출연했다. 2012년에는 데이비드 크로넨버그 감독이 돈 드릴로의 소설을 원작으로 한 영화 《코스모폴리스》에 출연해 칸 국제 영화제 경쟁 부문에 초청 받았고, 패틴슨은 엄청난 재산을 소유한 20대의 자산 관리 전문가 에릭 패커 역할을 연기해 언론에 긍정적인 호평을 받았다. 2014년에는 영화 《맵스 투 더 스타즈》으로 데이비드 크로넨버그 감독과 다시 한번 호흡을 맞췄고, 같은 해 영화 《로버》와 《퀸 오브 더 데저트》, 《잃어버린 도시 Z》에 출연했다.

## 성장 과정
패틴슨은 잉글랜드, 런던에서 태어났다. 그의 아버지 리처드 패틴슨은 미국에서 수입 된 빈티지 자동차의 판매업을 했고, 그의 어머니 클레어 패틴슨은 모델 에이전시에서 일했다. 패틴슨은 1남 2녀 중 막내로 가수로 활동중인 리지 패틴슨과, 빅토리아 패틴슨이 있다. 패틴슨은 로마 가톨릭 신자인 것으로 알려졌다.
그는 런던의 반스에서 성장하였고, 타워 하우스 스쿨을 거쳐 사립학교인 헤로디언 스쿨에 진학했다. 패틴슨은 반스의 아마추어 극장에 참여하게 되었고, 그는 오디션을 통해 남자와 인형 등의 작은 역할에 캐스팅되었다. 그는 손턴 와일더의 연극 《우리 읍내》(원제: Our Town)에서 조지 깁슨 역할로 출연했고, 《애니싱 고스》, 《맥베스》등의 연극에 출연했다. 이후, 《더버빌가의 테스》을 통해 에이전트의 관심을 끌었고 전문적인 역할을 찾기 시작했다.

## 개인 생활
2008년, 패틴슨은 크리스틴 스튜어트와 연인 관계로 발전했다. 오랜 시간 동안, 두 사람은 명쾌하게 관계를 밝히지는 못했지만, 파파라치 사진이나 목격한 사람들과 미디어 및 팬들의 추측으로 인해 열렬한 관심을 받았다. 하지만 스튜어트는 공식적으로 패틴슨과의 관계를 처음으로 인정했고, 2012년 7월 US 위클리는 스튜어트가 《스노우 화이트 앤 더 헌츠맨》의 감독 루퍼트 샌더스와 애정 행각을 벌이는 사진을 공개했다. 사진이 공개된 날, 스튜어트는 피플 매거진 인터뷰를 통해 패틴슨에게 공식적인 사과를 전하였고, "나 자신과 가까운 모든 사람들에게 상처를 주고 곤란하게 한 것에 대해 깊이 미안해요. 이 순간 무분별한 행동으로 내 인생에서 내가 가장 존경하고 사랑하는 사람의 롭과 가장 중요한 것들을 위태롭게 했다. 나는 그를 사랑해요, 나는 그를 사랑해요, 너무 미안해요."라고 말했다. 반복적인 질문을 기피한 후, 패틴슨은 2014년 7월 에스콰이어 UK 인터뷰에서 지난 2012년 스튜어트와 헤어졌다고 밝혔다. 패틴슨이 스튜어트의 집에서 개인적인 물품을 치운 시기로 볼때 두 사람은 2013년 5월 이전에 헤어진 것으로 추측 되었다.
2014년 9월, 패틴슨은 런던 출신의 싱어송라이터 겸 댄서 FKA 트위그스와 데이트했다. 2015년 4월, 패틴슨은 트위그스와 약혼을 발표했다. 그러나 2017년 10월 트위그스와의 결별이 전해지며 2년만에 약혼을 파기했다.
패틴슨은 할리우드에서 안 씻는 배우로유명하다.트와일라잇 시리즈 촬영 당시에 제작진과 그의 헤어 디자이너,메이크업 담당들이 패틴슨의 냄새때문에 미쳐버릴지경이라고 밝혔다.또 워터 포 엘리펀트에서 호흡을 맞춘 리즈 위더스푼이 키스신과 배드신을 찍을 때 그의 입냄새가 너무심해서 몰입이 안돼고 키스하기 가장싫은 상대였다고 밝히기도 했다.

## 필모그래피

### 영화
| 연도 | 제목                                                                     | 역할                      | 참고                                     |
| ---- | ------------------------------------------------------------------------ | ------------------------- | ---------------------------------------- |
| 2004 | 베니티 페어 Vanity Fair                                                  | 어른이 된 라우디 크라울리 | 장면은 극장판에서는 삭제, DVD판에 등장함 |
| 2005 | 해리 포터와 불의 잔 Harry Potter and the Goblet of Fire                  | 세드릭 디고리             |                                          |
| 2007 | 해리 포터와 불사조 기사단 Harry Potter and the Order of the Phoenix      | 세드릭 디고리             | 카메오                                   |
| 2008 | 하우 투 비 How to Be                                                     | 아트                      |                                          |
| 2008 | 트와일라잇 Twilight                                                      | 애드워드 컬렌             |                                          |
| 2009 | 리틀 애쉬 Little Ashes                                                   | 살바도르 달리             |                                          |
| 2009 | 트와일라잇: 뉴문 The Twilight Saga: New Moon                             | 애드워드 컬렌             |                                          |
| 2010 | 리멤버 미 Remember Me                                                    | 타일러 로스               | 총괄 프로듀서                            |
| 2010 | 트와일라잇: 이클립스 The Twilight Saga: Eclipse                          | 애드워드 컬렌             |                                          |
| 2010 | 러브 앤 디스트러스트 Love & Distrust                                     | 리차드                    |                                          |
| 2011 | 워터 포 엘리펀트 Water for Elephants                                     | 제이콥 젠코스키           |                                          |
| 2011 | 트와일라잇: 브레이킹 던 part 1 The Twilight Saga: Breaking Dawn – Part 1 | 애드워드 컬렌             |                                          |
| 2012 | 벨 아미 Bel Ami                                                          | 조르쥐 듀로이             |                                          |
| 2012 | 코스모폴리스 Cosmopolis                                                  | 에릭 팩커                 |                                          |
| 2012 | 트와일라잇: 브레이킹 던 part 2 The Twilight Saga: Breaking Dawn – Part 2 | 애드워드 컬렌             |                                          |
| 2014 | 로버 The Rover                                                           | 레이놀즈                  |                                          |
| 2014 | 맵스 투 더 스타즈 Maps to the Stars                                      | 제롬 폰타나               |                                          |
| 2015 | 퀸 오브 더 데저트 Queen of the Desert                                    | T. E. 로렌스              |                                          |
| 2015 | 라이프 Life                                                              | 데니스 스톡               |                                          |
| 2016 | 잃어버린 도시 Z The Lost City of Z                                       | 헨리 코스틴               |                                          |
| 2016 | 더 차일드후드 오브 어 리더 The Childhood of a Leader                     | 찰스 마컷 / 성인 프레스콧 |                                          |
| 2017 | 굿타임 Good Time                                                         | 콘스탄틴 "코니" 니카스    |                                          |
| 2017 | Fear & Shame                                                             | 자신                      | 단편 영화, 각본 참여                     |
| 2018 | 댐즐 Damsel                                                              | 사무엘 앨러배스터         |                                          |
| 2018 | 하이 라이프 High Life                                                    | 몬테                      |                                          |
| 2019 | 라이트하우스 The Lighthouse                                              | 에프라임 윈슬로우         |                                          |
| 2019 | 더 킹: 헨리 5세 The King                                                 | 도팽                      |                                          |
| 2019 | 웨이팅 포 더 바바리안 Waiting for the Barbarians                         | 맨델 대위                 |                                          |
| 2020 | 테넷 Tenet                                                               | 닐                        |                                          |
| 2020 | 악마는 사라지지 않는다 The Devil All the Time                            | 프레시턴 티가딘           |                                          |
| 2022 | 더 배트맨 The Batman                                                     | 브루스 웨인 / 배트맨      |                                          |
| 2025 | 미키 17 Mickey 17                                                        | 미키 반스                 |                                          |
| 2026 | 오디세이 The Odyssey                                                     |                           |                                          |
| 미정 | 다이, 마이 러브 Die, My Love                                             |                           |                                          |
| 미정 | 더 드라마 The Drama                                                      |                           |                                          |

### 텔레비전
| 연도 | 제목                                         | 역할        | 참고    |
| ---- | -------------------------------------------- | ----------- | ------- |
| 2004 | 니벨룽겐의 반지 Ring of the Nibelungs        | 지젤허      | TV 영화 |
| 2006 | 헌티드 에어맨 The Haunted Airman             | 토비 저그   | TV 영화 |
| 2007 | 배드 마더스 핸드북 The Bad Mother's Handbook | 다니엘 게일 | TV 영화 |

## 음반
| 년도 | 곡      | 앨범              | 가수                     | 참고      |
| ---- | ------- | ----------------- | ------------------------ | --------- |
| 2013 | "Birds" | Government Plates | 데스 그립스(Death Grips) | 기타 연주 |

### 사운드 트랙
| 년도 | 곡                             | 수록된 앨범             |
| ---- | ------------------------------ | ----------------------- |
| 2008 | "Never Think"                  | 영화 《트와일라잇》 OST |
| 2008 | "Let Me Sign"                  | 영화 《트와일라잇》 OST |
| 2009 | "Chokin' on the Dust" (Part 1) | 영화 《하우 투 비》 OST |
| 2009 | "Chokin' on the Dust" (Part 2) | 영화 《하우 투 비》 OST |
| 2009 | "Doin' Fine"                   | 영화 《하우 투 비》 OST |